# Memphis, Tennessee (sang)
 For alternative betydninger, se Memphis. (Se også artikler, som begynder med Memphis)
"Memphis, Tennessee" er en komposition fra 1959 af Chuck Berry.
Chuck Berry indspillede sangen og udsendte den i juni 1959 som B-side på singlen Back In The USA. "Memphis, Tennessee" er sidenhen blevet en rock'n'roll-klassiker, der er indspillet af et utal af kunstnere.

## Historien i sangen
Sangen rummer en historie, der starter med fortælleren, der taler i telefonen og beder om 'long distance information', det vi i Danmark ville benævne 'oplysningen' eller '118'. Sangen er flertydig og rollerne er endnu ikke helt på plads i historien.
Fra begyndelsen høres, hvordan han gerne vil i forbindelse med en, som har ringet til ham. Endnu ved vi ikke, hvem det er, men hans onkel bliver omtalt. I næste vers nævner han en pige ved navn Marie, som han på en eller anden måde har kendskab til.
I tredje vers bliver det klart, at han er nært knyttet til pigen, men at de er tvunget fra hinanden fordi 'her mom did not agree' (hendes mor var imod forbindelsen). På dette sted i sangen er man tilbøjelig til at tro, at pigen Marie er hans elskerinde eller kæreste, hvis mor af en eller anden grund har modsat sig forholdet. Da vi starter på næste vers, hører vi om, hvordan han husker tårerne, der trillede ned ad pigens kinder, sidste gang de så hinanden.
Han fortsætter med at afsløre, at pigen kun er seks år gammel, og at han ønsker at få kontakt til hende. Først her går hele historien op for lytteren, da man bliver klar over, at Marie er hans datter og hendes mor er hans egen eks-kone eller -kæreste.

## Elvis Presleys udgaver
Elvis Presley indspillede "Memphis, Tennessee" hos RCA i Nashville den 27. maj 1963 til brug for en LP-plade, der imidlertid ikke blev udsendt før længe efter Presleys død i 1977. Dette skete i november 1990, da RCA omsider udgav det, der blev kaldt The Lost Album.
Elvis Presley lavede en ny indspilning af "Memphis, Tennessee" den 12. januar 1964, igen hos RCA i Nashville. Denne indspilning blev brugt til LP'en Elvis For Everyone, der blev udsendt i juli 1965.

## Andre kunstnere
Blandt det utal af kunstnere, som herudover har indspillet "Memphis, Tennessee", kan nævnes:
- The Beatles
- The Animals
- Paul Anka
- Count Basie
- The Dave Clark Five
- Bo Diddley
- Jan and Dean
- Tom Jones
- Jerry Lee Lewis
- Roy Orbison
- The Ventures
- The Rolling Stones
- Del Shannon